# Mohan Gangopadhyay
Mohan Gangopadhyay ( 1955 - ) es un botánico indio. Ha trabajado extensamente en la flora de la India. Posee un Ph.D. en Taxonomía de plantas superiores, y en Etnobotánica.

## Algunas publicaciones

### Libros
- p.k. Hajra, m. Gangopadhyay, t. Chakrabarty. 1998. Plant diversity in the tiger reserves of India. Ed. Botanical Survey of India. 100 pp.

- La abreviatura «M.Gangop.» se emplea para indicar a Mohan Gangopadhyay como autoridad en la descripción y clasificación científica de los vegetales.[2]